# Biblioteca Pública del Condado de DeKalb

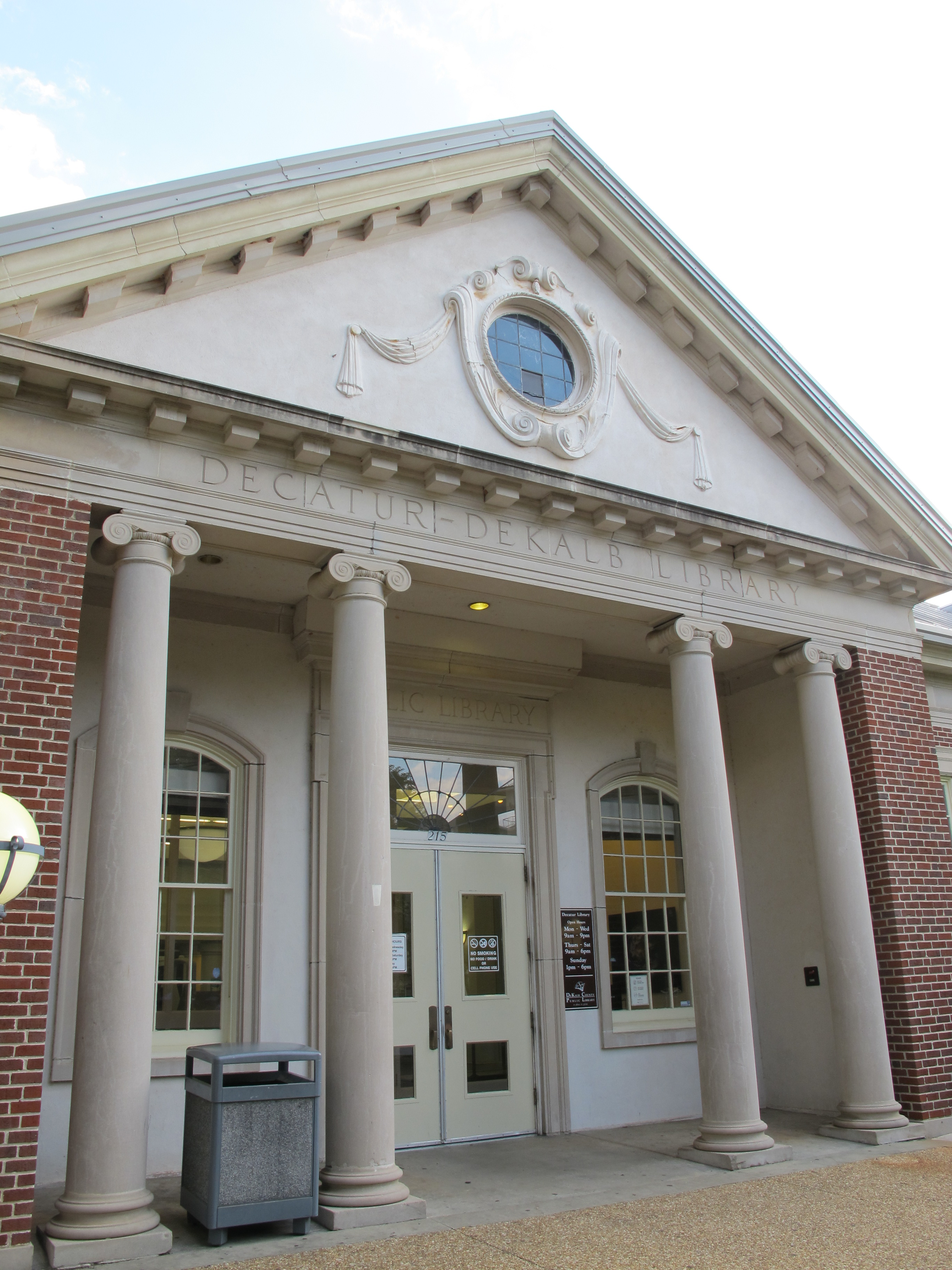
Biblioteca pública del Condado de DeKalb

La Biblioteca Pública del Condado de DeKalb (idioma inglés: DeKalb County Public Library) es el sistema de bibliotecas del Condado de DeKalb, Georgia, Estados Unidos. Tiene una biblioteca central y sucursales. Tiene su sede en Decatur.